# Педра-Бранка (Сингапур)
Педра-Бранка — отдаленный остров Республики Сингапур, а также её самая восточная точка. Название в переводе с португальского означает «Белая скала» и связано с беловатым гуано, отложившимся на скале. Остров состоит из небольшого обнажения гранитных скал площадью около 3300 квадратных метров (35520 квадратных футов). Во время отлива он достигает в длину 137 метров (449 футов) и имеет среднюю ширину 60 метров (200 футов). Педра-Бранка расположена на пересечении Сингапурского пролива с Южно-Китайским морем. Был предметом территориального спора между Малайзией и Сингапуром.
Рядом с Педра-Бранка находятся два морских объекта. Мидл-Рокс (под суверенитетом Малайзии) представляет собой две группы небольших скал, расположенные в 250 метрах друг от друга на расстоянии 0,6 морских миль (1,1 км) к югу от Педра-Бранка. Саут-Ледж, находящийся в 2,2 морских милях (4,1 км) к юго-юго-западу от Педра-Бранка, представляет собой скальное образование, видимое только во время отлива.

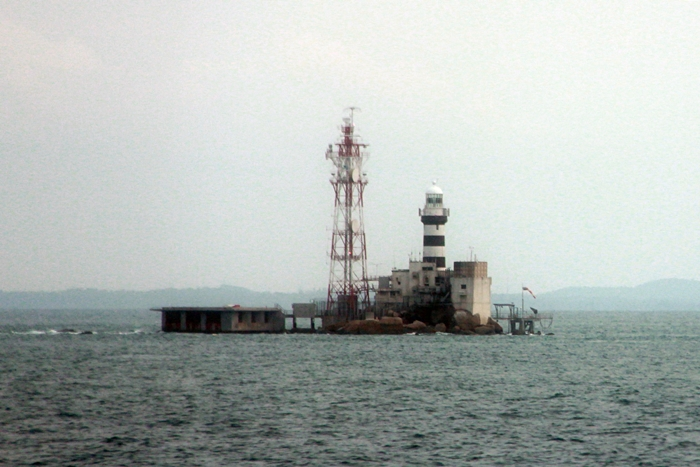
Педра-Бранка и Маяк Хорсбурга

Педра-Бранка была известна мореплавателям на протяжении веков. Первоначально он находился на территории султаната Джохор, основанного в 1528 году. После подписания англо-голландской конвенции 1824 года Педра-Бранка осталась в новом Султанате Джохор под британской сферой влияния. Между 1850 и 1851 годами англичане построили на острове Маяк Хорсбурга, не спрашивая согласия властей Джохора и даже не сообщив им об этом решении. С этого времени Педра-Бранка стала частью колонии Стрейтс-Сетлментс, а после её ликвидации в 1946 году Сингапур взял на себя ответственность за управление островом. 21 сентября 1953 года исполняющий обязанности государственного секретаря Джохора, отвечая на вопрос министра по делам колоний Сингапура о статусе острова, заявил, что «правительство Джохора не претендует на владение Педра-Бранка».
21 декабря 1979 года Малайзия опубликовала карту, в которой остров находился в пределах её территориальных вод, что спровоцировало 29-летний территориальный спор. Спорящие стороны представили вопрос о суверенитете над Педра-Бранка, Мидл-Рокс и Саут-Ледж на рассмотрение в Международный суд ООН. 23 мая 2008 года Международный суд постановил, что Педра Бранка находится под суверенитетом Сингапура. Хотя первоначально остров находился под суверенитетом султаната Джохор, Соединенное Королевство и Сингапур совершали различные акты, связанные с суверенитетом в отношении острова. Неспособность Малайзии и её предшественников отреагировать на эти акты, а также другие действия, которые продемонстрировали их признание суверенитета Сингапура над островом, означали, что Сингапур получил суверенитет над Педра-Бранка. С другой стороны, Мидл-рокс остался частью малайзийской территории, поскольку Сингапур не совершал никаких актов, связанных с суверенитетом в отношении него. Относительно оставшегося Саут-Ледж суд не вынес определённого решения, всего лишь заявив, что он принадлежит государству, в территориальных водах которого расположен. Малайзия и Сингапур создали Совместный Технический Комитет для делимитации морской границы в районе Педра-Бранка и Мидл-Рокс, а также для определения принадлежности Саут-Леджа.
1 февраля 2019 года Педра-Бранка была включена в Групповой Избирательный Округ Восточного Побережья парламента Сингапура.